# Torfmoor (Naturschutzgebiet)
Das Torfmoor ist ein ehemaliges Naturschutzgebiet in der niedersächsischen Stadt Holzminden.
Das ehemalige Naturschutzgebiet mit dem Kennzeichen NSG HA 099 ist 44 Hektar groß. Es ist Bestandteil des FFH-Gebietes „Moore und Wälder im Hochsolling, Hellental“ und des EU-Vogelschutzgebietes „Solling“. Das Gebiet stand seit dem 5. Juni 1986 unter Naturschutz. Zum 9. Juni 2019 ging es im neu ausgewiesenen Naturschutzgebiet „Moore und Wälder im Hochsolling, Hellental“ auf. Zuständige untere Naturschutzbehörde war der Landkreis Holzminden.
Das ehemalige Naturschutzgebiet liegt südöstlich des Holzminder Stadtteils Silberborn im Solling innerhalb des Naturparks Solling-Vogler. Es stellte ein ehemals entwässertes und durch Torfabbau verändertes Hochmoor vom Typ Hangmoor unter Schutz. Durch Schließung der Entwässerungsgräben konnte der Wasserhaushalt des Moores verbessert werden. Ferner wurden Entkusselungsmaßnahmen durchgeführt. 
Das Moorgebiet wird durch Birkenmoorwälder in den Randbereichen und ehemalige Torfstiche, in denen sich Schlenkengesellschaften ausgebildet haben, geprägt. Weiterhin sind Hochmoorgesellschaften mit Torfmoosen und Scheiden-Wollgras zu finden.
Das Gebiet entwässert nach Norden zur Holzminde, nach Süden zur Dölme.